# Ölfus
Ölfus è un comune islandese della regione di Suðurland.